# Jeanvion Yulu-Matondo
Jeanvion Yulu-Matondo (Kinshasa, 5 januari 1986) is een Belgisch voormalig profvoetballer van Congolese afkomst die op 11 februari 2013 een contract bij Bury tekende, dat uitkomt in de Football League One. Dit contract werd één dag later alweer ontbonden.

## Carrière
Yulu-Matondo startte zijn carrière bij Ans, waar hij door Excelsior Moeskroen werd opgemerkt. In 2001 ging hij, op aanraden van zijn oom Nzelo Lembi, over naar Club Brugge. In 2004 ging hij over naar de A-kern van Brugge.
In de zomer van 2007, verlaat hij Club Brugge voor de Nederlandse club Roda JC, omdat hij vreesde dit jaar niet genoeg speelgelegenheid te krijgen nadat Club Brugge François Sterchele en Dušan Đokić als bijkomende aanvallers had gekocht. Met ook nog Salou Ibrahim in de ploeg besliste hij dat het beter was om Brugge te verlaten.
Mede door de blessure van Roda-spits Andres Oper kwam Yulu-Matondo in het seizoen 2007/08 30 maal tot spelen toe. Door een sterke voorbereiding in de zomer van 2008 verdiende Matondo een basisplaats bij de equipe van Raymond Atteveld. Op zondag 7 december 2008 wist de Belg voor het eerst een doelpunt te produceren in het eigen Parkstad Limburg Stadion. In de 32e minuut wist Yulu-Matondo zijn ploeg op een 1-0-voorsprong te zetten tegen Vitesse.

## Statistieken
| Seizoen | Club               | Land      | Competitie                    | Wed. | Goals |
| ------- | ------------------ | --------- | ----------------------------- | ---- | ----- |
| 2004/05 | Club Brugge        | België    | Eerste Klasse                 | 4    | 1     |
| 2005/06 | Club Brugge        | België    | Eerste Klasse                 | 13   | 1     |
| 2006/07 | Club Brugge        | België    | Eerste Klasse                 | 25   | 9     |
| 2007/08 | Roda JC            | Nederland | Eredivisie                    | 30   | 5     |
| 2008/09 | Roda JC            | Nederland | Eredivisie                    | 29   | 3     |
| 2009/10 | Roda JC            | Nederland | Eredivisie                    | 20   | 3     |
| 2010/11 | Levski Sofia       | Bulgarije | Professional A Football Group | 8    | 3     |
| 2011/12 | KVC Westerlo       | België    | Eerste Klasse                 | 15   | 0     |
| 2012/13 | Bury               | Engeland  | League One                    | 0    | 0     |
| 2014/15 | Al Ittihad Tripoli | Libië     | Premier League                | 13   | 1     |
| 2015/16 | Oțelul Galați      | Roemenië  | Liga 1                        | 6    | 0     |
|         |                    |           | totaal:                       | 163  | 26    |

## Trivia
- Yulu-Matondo was jarenlang de jongste Brugse doelpuntenmaker ooit in de Champions League (te rekenen vanaf de groepsfase) voor Club Brugge. Hij was 19 jaar en 252 dagen oud toen hij op 15 september 2005 scoorde tegen Juventus FC. Op 20 oktober 2020 werd dit record verbroken door Charles De Ketelaere, die 19 jaar en 224 dagen oud was bij zijn goal tegen Zenit Sint-Petersburg.[1]